# Лаврин Пісочинський
Лаврин Пісочинський (бл. 1550—1606) — державний діяч, дипломат, урядник Речі Посполитої.

## Життєпис
Походив з волинського шляхетського роду Пісочинських гербу Лис. Син Гнівоша Пісочинського з почту князів Острозьких. Його матір'ю була Марія Кенувська (доньки Андрія Куневського, кременецького городничого). Народився між 1550 та 1555 роками. Здобув гарну освіту. Перебував під опікою матері до 1570 року, коли звернувся до брацлавського воєводи князя Романа Санґушка з проханням, щоб той дозволив йому викупити село Пісочне.
У 1569 році стає писарем руської канцелярії (до 1594 року). Завдяки шлюбу з представницею роду Дубицьких набув маєтностей на Брацлавщині, став іменуватися брацлавським шляхтичем. Також за дружиною отримав землі у Віленському, Берестейському і Новогрудському воєводствах. У 1577 році судився з вітчимом П. Бучайським за напад на свій дім у Куневі. Конфлікти з Бучайськими закінчилися лише 1586 року, коли Пісочинський викупив увесь Куневський маєток за 1000 кіп грошей. Лаврин Пісочинський відстоював також своє право на частину розташованих у Кременецькому повіті маєтностей, спадок по материнської лінією своєї дружини.
Від 1581 року Л. Пісочинський пожиттєво, за королівським привілеєм, володів селом Виповзів у Київському воєводстві. У 1582 році призначається брацлавським підкоморієм. 1594 році опинився у шляхетському таборі під Брацлавом, на який напав загін козаків і міщан на чолі із Северином Наливайком. Протягом 1583—1586 років судився на батьківський спадок дружини, зрештою отримав села Жорнвищі, Піщану, Головачівці, містечко Кам’яногірка, а також 4000 кіп грошей литовських як компенсацію за втрачену вигоду протягом цих років. 
У 1589р.,20 травня Сигізмунд III нагадує шляхті і всім жителям Польщі, а також урядовим особам Київського, Брацлавського і Волинського воєводств про відкладення у судах розгляду всіх справ з брацлавським підкоморієм Лавріном Пісочинським до звільнення його від депутатських обов’язків по укладанню мирного договору Польщі з «домом Ракуским» [Австрією].
Втім у 1590 році на маєток Жорнищі здійснено напад слугами Януша Збаразького, що спричинило тривалий конфлікт за володіння великим Жорнищинським маєтком (тривав до 1603 року, завершившись на користь Пісочинського). 1595 року був послом від Волинського воєводства на вальний сейм. 1598 року Пісочинський судився за місто Браїлів, намагаючись перебрати його у власність, але без успіху.
1601 року стає королівським секретарем. На цій посаді виконував різні дипломатичні доручення короля Сигізмунда III у Кримському ханстві (1601, 1602, 1603 років). Перебіг перемовин він досить детально занотував у своїй «Посольській книзі» — симбіозі щоденних записів і копій листів, які надсилалися королю, сенаторам та іншим впливовим урядникам Речі Посполитої.
У 1601—1603 роках обирався послом від Брацлавського воєводства на вальний сейм у Варшаві. Був також депутатом Коронного трибуналу. Помер між 9 січня і 17 травня 1606 року.

## Родина
Дружина — Магдалена, донька Павла Дубицького
Діти:
- Олександр (1580—1646)
- Олена-Олександра, дружина Олександра Кропивницького
- Магдалена, дружина Теодора Тишу-Биковського
- Яків (1597/1598—після 1647), чашник брацлавський
- Феодора (Барбара), чорниця Люблінського кляштора босих кармеліток